# Rainbow Books
Les Rainbow Books (lit. Livres arc-en-ciel) sont une collection de normes définissant les formats de disques compacts standardisés.
- Red Book (lit. livre rouge)
  - CD-DA – Digital Audio suivi de CD Text
- Yellow Book (lit. livre jaune)
  - CD-ROM – Lecture seule
  - CD-ROM XA
- Orange Book (lit. livre orange)[1]
  - CD-MO – Magneto-Optical
  - CD-R alias CD-WO ou CD-WORM – Enregistrable, Write Once ou Write Once, Read Many
  - CD-RW alias CD-E – Réinscriptible ou Effaçable
  - La référence Orange Book précise que le Yellow Book et le Red Book produisent en se mélangeant du orange ; ce qui signifie que les CD-R et les CD-RW acceptent aussi bien des données que de la musique.
- White Book (lit. livre blanc)
  - VCD – Video
  - CD-Bridge - disques hybrides, c'est-à-dire CD-Ready
- Blue Book (lit. livre bleu)
  - E-CD – Amélioré
  - CD+ – plus
  - CD+G – plus Graphics (karaoke) suivi de CD+EG / CD+XG
- Beige Book (lit. livre beige)
  - PCD – Photo
- Green Book (lit. livre vert)[2]
  - CD-i – CD interactif
- Purple Book (lit. livre pourpre)
  - DDCD – Double Density
- Scarlet Book (lit. livre écarlate)
  - SA-CD – Super Audio CD